# Ivan Veselinov
Ivan Todorov Veselinov (in bulgaro Иван Тодоров Веселинов?; Asenovgrad, 16 novembre 1926 – 1996) è stato un sollevatore bulgaro.

## Carriera
Prese parte a tre edizioni delle Olimpiadi: a Melbourne nel 1956, piazzandosi quinto, a Roma nel 1960 e a Tokyo nel 1964, classificandosi settimo. Conquistò due medaglie di bronzo ai mondiali di Stoccolma del 1958 e Varsavia del 1959, e si piazzò al sesto posto ai mondiali di Varsavia nel 1969. Ai campionati europei vinse quattro argenti e quattro bronzi tra il 1955 e il 1965.
Fu sedici volte volte campione di Bulgaria tra il 1950 e il 1968, mancando solo le edizioni del 1953, 1954 e 1961. Inoltre, fu il primo sollevatore bulgaro ad essere inserito nella classifica all time denominata "Top International 500 Club".